# Jože Gorenc
Jože Gorenc, slovenski častnik, * 8. december 1965, Trebnje.

## Vojaška kariera
- povišan v majorja (14. maj 2002)
- povišan v podpolkovnika (pred? 2014)

## Odlikovanja in priznanja
- bronasta medalja Slovenske vojske (11. maj 2000)